# Milenko Vesnić
Dr. Milenko Radomar Vesnić, cyrilicí Миленко Веснић (13. únor 1863 - 15. květen 1921) byl srbský diplomat, politik a dlouholetý velvyslanec Srbska a Království Srbů, Chorvatů a Slovinců v Paříži.

## Život
Narodil se v malé vesnici Dunišiće v Rašce. Univerzitu studoval v Bělehradu, ale doktorát z práv získal jako první Srb na univerzitě v Mnichově v roce 1888. Do srbských diplomatických služeb vstoupil v roce 1891. Nejprve byl tajemníkem srbské legace v Istanbulu. V roce 1893 získal na Bělehradské univerzitě profesuru z mezinárodního práva. Ve stejném roce se stal poslancem za radikály. Do první světové války stihl vykonávat funkce ministra školství (1893) a spravedlnosti (1906). Mezi roky 1901 a 1903 byl srbským velvyslancem v Římě. Od roku 1903 do roku 1920 byl s krátkými přestávkami velvyslancem v Paříži. Vesnićovo příjmení díky přítomnosti v Paříži figuruje pod Versailleskou mírovou smlouvou. Opět z titulu funkce srbského velvyslance v Paříži zanechalo jeho počeštělé příjmení Vesnič stopu i v československém právním řádu prostřednictvím podpisu dnes již neúčinné Úmluvy č. 35/1924 Sb., o úpravě letectví, z října 1919. V době složité vnitropolitické krize se v květnu 1920 stal předsedou vlády a ministrem zahraničních věcí. Hlavním úkolem jeho vlády byla příprava ústavy, ta však byla přijata až v červnu 1921, tedy až za Pašićovy vlády. V období května až listopadu 1920 se uskutečnily komunální a parlamentní volby, které naznačily vzrůstající vliv levice, především komunistů, kteří byli v parlamentu třetí nejsilnější stranou. V noci z 19. na 20. prosince 1920 zakázala vláda profesora Vesniće na základě zvláštního nařízení proti protistátním hnutím činnost všech organizací komunistické strany, zastavila vydávání komunistického tisku, nařídila uvěznění všech, kteří provozovali komunistickou propagandu nebo vybízeli ke stávce, nařídila také propuštění státních úředníků a vyloučení vysokoškolských studentů, kteří s komunisty sympatizují. Vláda tento krok odůvodnila tím, že komunisté připravovali narušení stávajícího pořádku. Jediným legálním orgánem komunistické strany byl poté poslanecký klub v parlamentu. Po návratu z pařížské mírové konference se premiérem stal Nikola Pašić a Vesnić se vrátil do Paříže, kde v květnu 1921 zemřel.